# Grammostola rosea
Grammostola rosea je talna vrsta ptičjega pajka, ki živi v Čilu, Boliviji in Argentini. Je eden od najbolj pogostih pajkov v ujetništvu, tako zaradi svojega mirnega značaja kot zaradi dejstva, da so ogromno teh živali iz narave pripeljali na ameriški trg in prodajali po zelo nizih cenah. Pajek je znan kot Chilean rose tarantula (čilski rožnati ptičji pajek), Chilean flame tarantula, Chilean fire tarantula, Chilean red-haired tarantula in Chilean rose hair tarantula.

## Opis
Grammostola rosea živijo v suhih puščavnatih  predelih in goščavah v severnem delu puščave Atacama v Čilu, v Boliviji in severni Argentini. Živijo na prostem, vendar nekateri skopljejo podzemne rove in si uredijo skrivališča. So nočne živali in lovijo zvečer ali ponoči. Njihova hrana so razne žuželke kot so kobilice, murni, molji, in hrošči. Življenjska doba samice je 15-20 let.
So sorazmerno veliki pajki, saj pri 4 letih starosti lahko dosežejo velikost do 12 cm v razponu nog, končna velikost pa je 15 cm. Telo je temnorjavo do črno, prekrito z rdeče-oranžnimi ščetinami. Ime so dobili po rožnatem nadihu teh ščetin. Samice so čokate in zajetne. Odrasli samci imajo daljše noge kot samice in so bolj intenzivno obarvani.
Grammostola rosea so sorazmerno nenevarni ptičji pajki, ki se primeru nevarnosti umaknejo ali pa se branijo z napadalno držo in z odmetavanjem alergenih ščetin iz zadka. Najbolj napadalni so po levitvi. Njihove ščetine so zelo alergene in lahko povzročijo večje zdravstvene težave, če pridejo v oči ali v pljuča.

## Razmnoževanje
Ko samec Grammostola rosea doseže spolno zrelost, splete za ptičje pajke značilno semensko vrečico, v katero odloži spermo in vanjo potopi pedipalpe. Samico privabi z značilnim 'bobnanjem' po tleh s sprednjimi nogami. Ko se samica približa, jo v primernem trenutku s kaveljci na nogah zgrabi za noge in kremplje ter jo dvigne v položaj za parjenje. Na ta način ima dostop do njenih zunanjih genitalnih delov (epigina), kamor potisne eno ali izmenično obe pedipalpi v samičino epigino in vanjo iztisne semensko tekočino. V nekaj tednih po oploditvi samice sprede veliko jajčno ovojnico in izleže okoli 500 jajčec. Samec po oploditvi običajno umre. Po nekaj mesecih se razvijejo mladi pajki, ki se razširijo po okolici.

## Vzgoja v terariju
Običajno ti pajki v ujetništvu brlogov ne delajo in so pretežno na površini. So dokaj nezahtevni za gojenje, saj niso napadalni. Ustreza jim prostor z nižjo zračno relativno vlažnostjo. Velikost terarija naj bo trikratna velikost pajka, temperatura pa okoli 25-30 °C, Hranimo jih lahko s črički ali ščurki, med obroki pa je lahko teden ali več razmaka. Pajek lahko občasno tudi prekine s hranjenjem, kar je pogosto znak, da se bo levil.